# Пневмоакумулятор

Пневмоаккумулятор з клапаном затримки (показано ліворуч)

Пневмоакумуля́тор — пневмопосудина, яку заповнюють стисненим робочим газом перед початком роботи пневмопривода.